# Gemen (Borken)
Gemen is een stadsdeel van de gemeente Borken in de Duitse deelstaat Noordrijn-Westfalen.
De belangrijkste verbindingsweg met het iets zuidelijker gelegen, aangrenzende Borken is de Bundesstraße 67. Van 1902 tot 1962 had Gemen een halte aan de spoorlijn Borken - Burgsteinfurt.
Tot 1806 was de rijksheerlijkheid Gemen een territorium binnen het Heilige Roomse Rijk. De heren van Gemen, een invloedrijk geslacht in het Munsterland, bouwde de nog steeds bestaande waterburcht Gemen. In 1806 werd Gemen op grond van de Rijnbondakte aan het vorstendom Salm-Kyrburg toegevoegd. In 1810 werd dit vorstendom door Frankrijk geannexeerd en na de napoleontische oorlogen werd het in 1815 opgenomen in de Pruisische Rijnprovincie.
Tot 1969 was Stadt Gemen (dat officieel geen stad was, maar die naam droeg ter onderscheiding van Kirchspiel Gemen) een afzonderlijke gemeente. In dat jaar werd het door Borken geannexeerd.

## Afbeeldingen

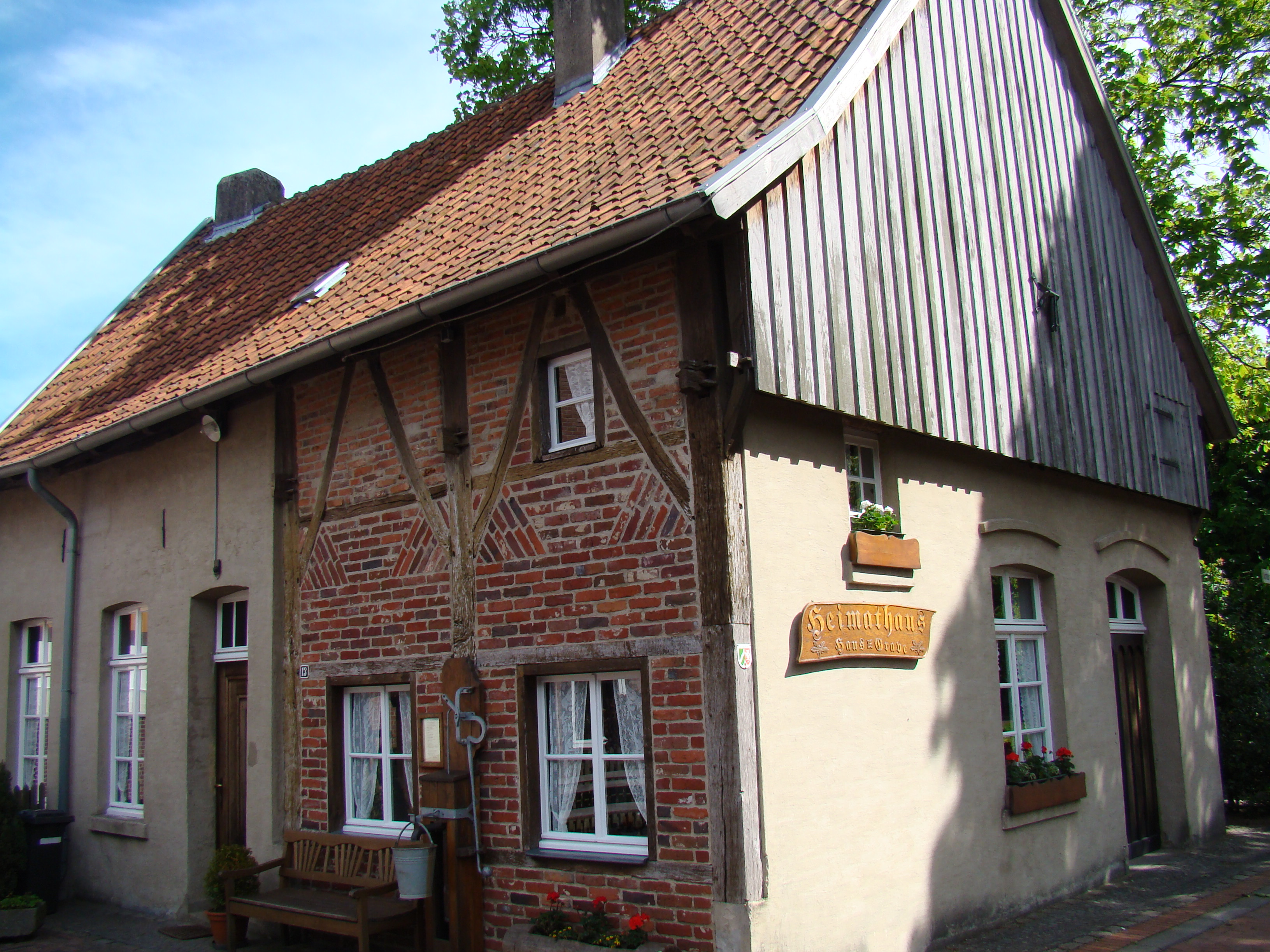
Vakwerkhuisje.
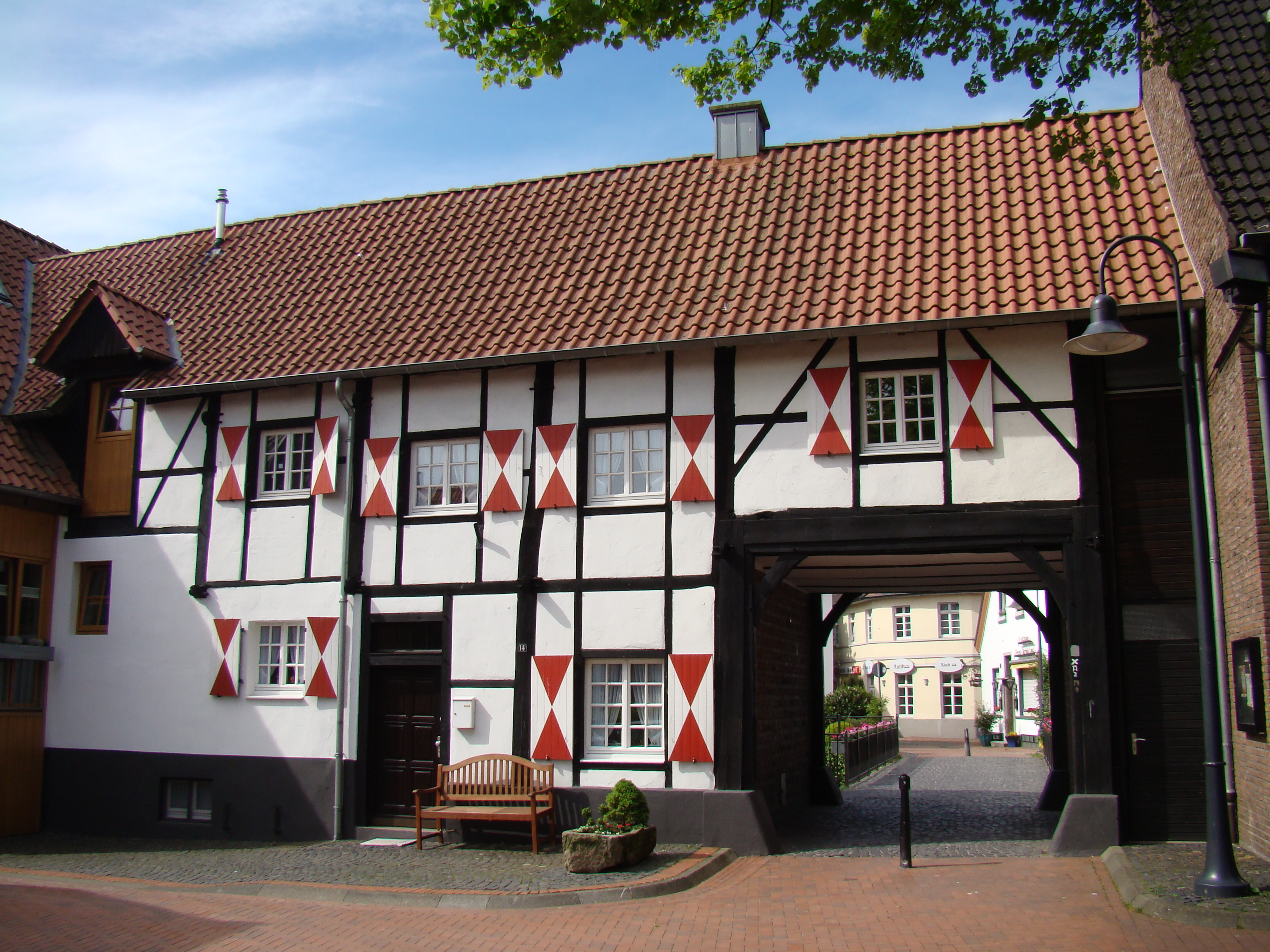
Poortgebouw naar het dorp.
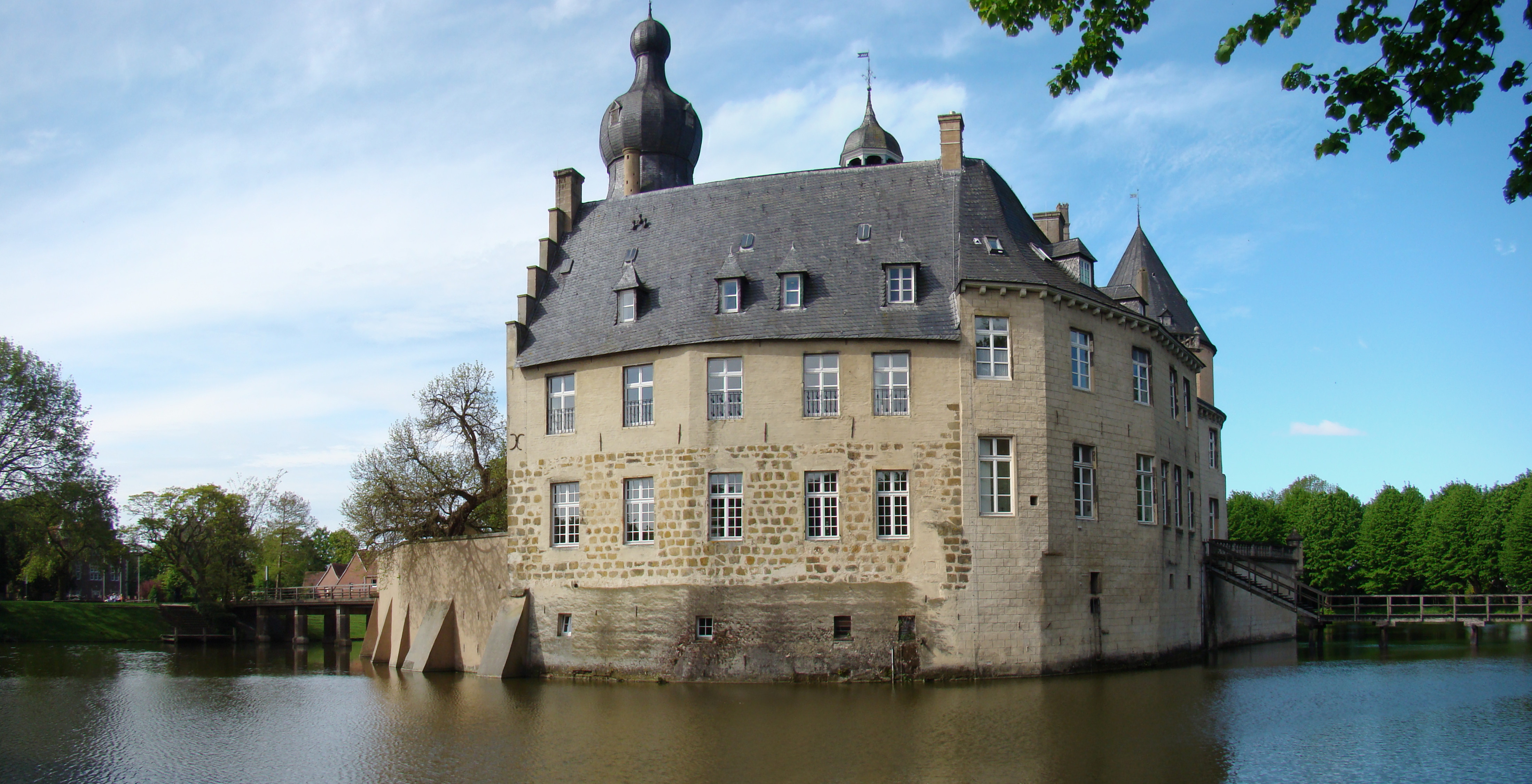
Slot Gemen.

Borkenwirthe/Burlo · Gemen · Grütlohn · Gemenwirthe · Gemenkrückling · Hoxfeld · Hovesath · Marbeck · Rhedebrügge · Weseke · Westenborken